# Korbschläger

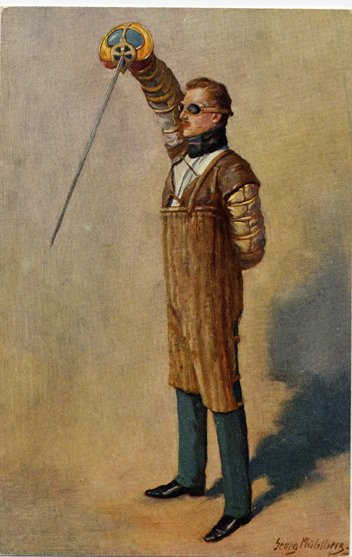
Georg Mühlberg: «Der Herr Paukant» Representación de un Paukant con Korbschläger

Un Korbschläger (o Korb, cesta) es un arma empleada en Mensur. La empuñadura de esta arma de filo está recubierta por una cesta de malla. La otra arma empleada en el Mensur es el Glockenschläger.